# Лихунино
Лиху́нино — село в Клепиковском районе Рязанской области. Расположено в 5 км от автодороги Москва-Егорьевск-Касимов.

## Население
| 1859 | 1897  | 1906  | 2010 |
| ---- | ----- | ----- | ---- |
| 1110 | ↗1371 | ↗1819 | ↘18  |

Число жителей в зимнее время — около 65 человек (2008 год).
Число жителей в летнее время — около 400 человек (2009 год).

## Экономика
Колхоз закрылся в 2000 году.

## Газификация
Газификация села включена в программу капитального строительства Рязанской области на 2011 год.

## Достопримечательности
- Лихунинское кладбище
- Артезианская скважина
- Памятник солдатам ВОВ
- Часовня

## Упоминания в литературе
Село Лихунино упоминается в повести Бориса Можаева «По дороге в Мещеру»:
…Отчего же мы так безразличны к своему национальному достоянию — к ремеслу? Почему разумно не распределяем промысел по лику всей земли? Отчего не учитываем традиции, опыт многих поколений и не создаем промысловые предприятия там, где есть из чего делать и, главное, есть кому? Зачем мы тянем все до мелочей, вплоть до промартелей, в города и в районные центры? Есть в Тумском районе село Лихунино, село, где издавна жили портные, известные за сотни верст в округе. Но нет в Лихунине швейной артели. А в Туме никогда не водились портные, зато швейную артель открыли. И стоит ли удивляться, что в окрестных магазинах висят костюмы, которые покупатели бракуют….